# مناهیم شموئل هالوی
مناحم شموئل هلوی (عبری: מנחם שמואל הלוי) (۱۸۸۴-۱۹۴۰) یک معلم، شاعر، مترجم و فعال صهیونیست در شهر همدان ایران بود. او در سال ۱۹۲۳ به اسرائیل مهاجرت کرد و به شغل قاضیگری مشغول شد.

## زندگینامه
او در سال ۱۸۸۴ میلادی در همدان به دنیا آمد. او در همدان آموزشهای سنتی یهودی دید و سپس به مدرسه آلیانس رفت. او مطالعات خود را در تورات ادامه داد و حاخام شد. او سپس به تدریس زبانهای عبری و فرانسوی در مدارس آلیانس پرداخت. در سال ۱۹۱۰ مدیر مدرسه آلیانس همدان شد. لوی رهبر یهودیان همدان بود و سخنان زیادی علیه گرویدن یهودیان به دین بهاییت و اسلام و بازگشت آنانکه که گرویده بودند میکرد. او همچنین با یهودستیزی در همدان به مقابله میپرداخت. بعد از بیانیه بالفور او رئیس تشکیلات صیونیت ایران در همدان بود. در سال ۱۹۲۳ او به اسرائیل مهاجرت کرد. او مدرسه تلمود تورا در اسرائیل ایجاد کرد. در سال ۱۹۲۴ به قضاوت مشغول شد. در سال ۱۹۳۹ به هندوستان رفت و با گاندی دیدار کرد تا او را متقاعد کند از جنبش صهیونیسم طرفداری کند. در بازگشت از هندوستان بیمار شد و در سال ۱۹۴۰ درگذشت. او شاعر نیز بود و کتب شعری به عبری و فارسی از خود باقی گذاشته است.